# التعاون (حوكمة الشركات)
في حوكمة الشركات يشير المصطلح "التعاون" (أو "الشراكة" أو "مشاركة العمال") إلى الممارسة التي يكون فيها عمال المؤسسة لديهم الحق في التصويت لاختيار ممثلين على مجلس الإدارة في الشركة. كما يشير أيضا إلى حقوق ملزمة للموظفين في مجالس العمل بشأن القضايا في مكان عملهم. تشمل أول قوانين تتطلب حقوق التصويت للعمال قانون جامعة أكسفورد لعام 1854 وقانون ميناء لندن لعام 1908 في المملكة المتحدة وقانون الشركات التصنيعية لعام 1919 في ولاية ماساتشوستس في الولايات المتحدة (على الرغم من أن أحكام القانون كانت اختيارية تماما) وقانون مجلس الإشراف لعام 1922 في ألمانيا الذي حدد اتفاقية جماعية من عام 1918.

## نظرة عامة
هناك ثلاث وجهات نظر رئيسية بشأن وجود التعاون: للحد من صراع إدارة الشركات مع العمال من خلال تحسين وتنظيم قنوات الاتصال؛ لزيادة قوة المفاوضة للعمال على حساب الملاك من خلال التشريع؛ ولتصحيح فشل السوق من خلال السياسات العامة. هناك أدلة متباينة حول "الكفاءة" حيث يكون التأثير التعاوني إما غير مؤثر أو له تأثير إيجابي ولكن عموما بحجم صغير على أداء المؤسسات.

## التأثير
أظهرت دراسة في عام 2020 نُشرت في مجلة الاقتصاد الربعية أن التعاون في ألمانيا لم يكن له تأثير على الأجور، هيكل الأجور، حصة العمال، الإيرادات، التوظيف أو الربحية للشركة ولكنه زاد من الاستثمارات الرأسمالية.
وفي دراسة أجراها مكتب البحوث الاقتصادية في عام 2021 تبين أن "النموذج الأوروبي للتعاون ليس علاجا شافيا لجميع المشاكل التي يواجهها العمال في القرن الحادي والعشرين ولا مؤسسة مدمرة تكون أدنى بكثير من سيادة المساهمين. بل كما تم تنفيذه حاليا إنه مؤسسة معتدلة بتأثيرات غير موجودة أو إيجابية طفيفة. الوفود التي تمثل العمال على مستوى مجلس الإدارة ومستوى مكان العمل تسبب في زيادات بسيطة على الأجور وربما تؤدي إلى زيادات طفيفة في الأمان الوظيفي والرضا وتكون لها تأثيرات جزئية أو غير موجودة أو إيجابية بسيطة على أداء الشركة".

## كندا
خلال الانتخابات الفيدرالية في عام 2021 تعهد زعيم حزب المحافظين إيرين أوتول بأنه إذا فاز بمنصب رئيس الوزراء سيطلب من أصحاب العمل الذين يتم تنظيمهم في القطاع الفيدرالي ويملكون أكثر من 1000 موظف أو 100 مليون دولار من الإيرادات السنوية أن يتضمنوا تمثيل العمال في مجالس إدارتهم.

## ألمانيا
بدأت خطط التعاون الأولى في الشركات ومن خلال الاتفاقيات الجماعية. قبل عام 1976 كان من المعتاد بالفعل أن تكون لشركات الفحم والصلب الألمانية التي توظف أكثر من 1000 عامل مجلس إدارة يتألف من 11 عضوا: خمسة من المديرين من الإدارة وخمسة من ممثلي العمال والعضو الحادي عشر كان محايدا. (ملاحظة: يمكن أن يكون حجم المجلس أكبر طالما تم الحفاظ على نسبة التمثيل) في عام 1976 تم توسيع نطاق القانون ليشمل جميع الشركات التي توظف أكثر من 2000 عامل مع بعض التغييرات في هيكل المجلس حيث يكون لديه عدد متساو من ممثلي الإدارة والعمال دون وجود أعضاء محايدين (باستثناء صناعة الفحم والصلب حيث استمر القانون القديم في النفاذ). سيمثل رئيس المجلس الجديد مالكي الشركة ولديه الحق في التصويت الحاسم في حالة حدوث تعثر. (بالتالي لم يتغير القانون الأصلي الخاص بصناعة الفحم والصلب).

## نيوزيلندا
سمح قانون تمكين الشركات لعام 1924 للشركات بإصدار أسهم للعمل وتمثيلها بواسطة المديرين ولكن لم يتم استخدامها كثيرا حتى أن أبرز مندوب لها هنري فالدير لم يتمكن من إقناع مجلس إدارة شركته بالموافقة عليها. تم دمجه في قانون الشركات في عام 1933. وفي عام 1988 أوصت لجنة القانون بإلغائه بسبب عدم استخدامه. لم يسمح قانون الشركات لعام 1993 بوجود أسهم العمل.

## المملكة المتحدة
في المملكة المتحدة تم توثيق أقدم أمثلة التعاون في الإدارة في قانون جامعة أكسفورد لعام 1854 وقانون جامعة كامبريدج لعام 1856. في المشاركة الخاصة تم تقديم قانون ميناء لندن لعام 1908 تحت إدارة وينستون تشرشل للتجارة.
بينما تفتقر معظم المؤسسات التجارية إلى تمثيل للعمال فقد تم تطبيق ذلك في جامعات المملكة المتحدة منذ القرن التاسع عشر. بشكل عام كلما كانت الجامعة أكثر نجاحا زاد تمثيل الموظفين في هيئات الحكم: جامعة كامبريدج، أكسفورد، إدنبرة، غلاسكو وجامعات أخرى في اسكتلندا.

## الولايات المتحدة
تمتلك ولاية ماساتشوستس أقدم قانون للتعاون في الإدارة في العالم والذي استمر في النفاذ بشكل مستمر منذ عام 1919 على الرغم من أنه اختياري وينطبق فقط على شركات التصنيع.